# Marching band

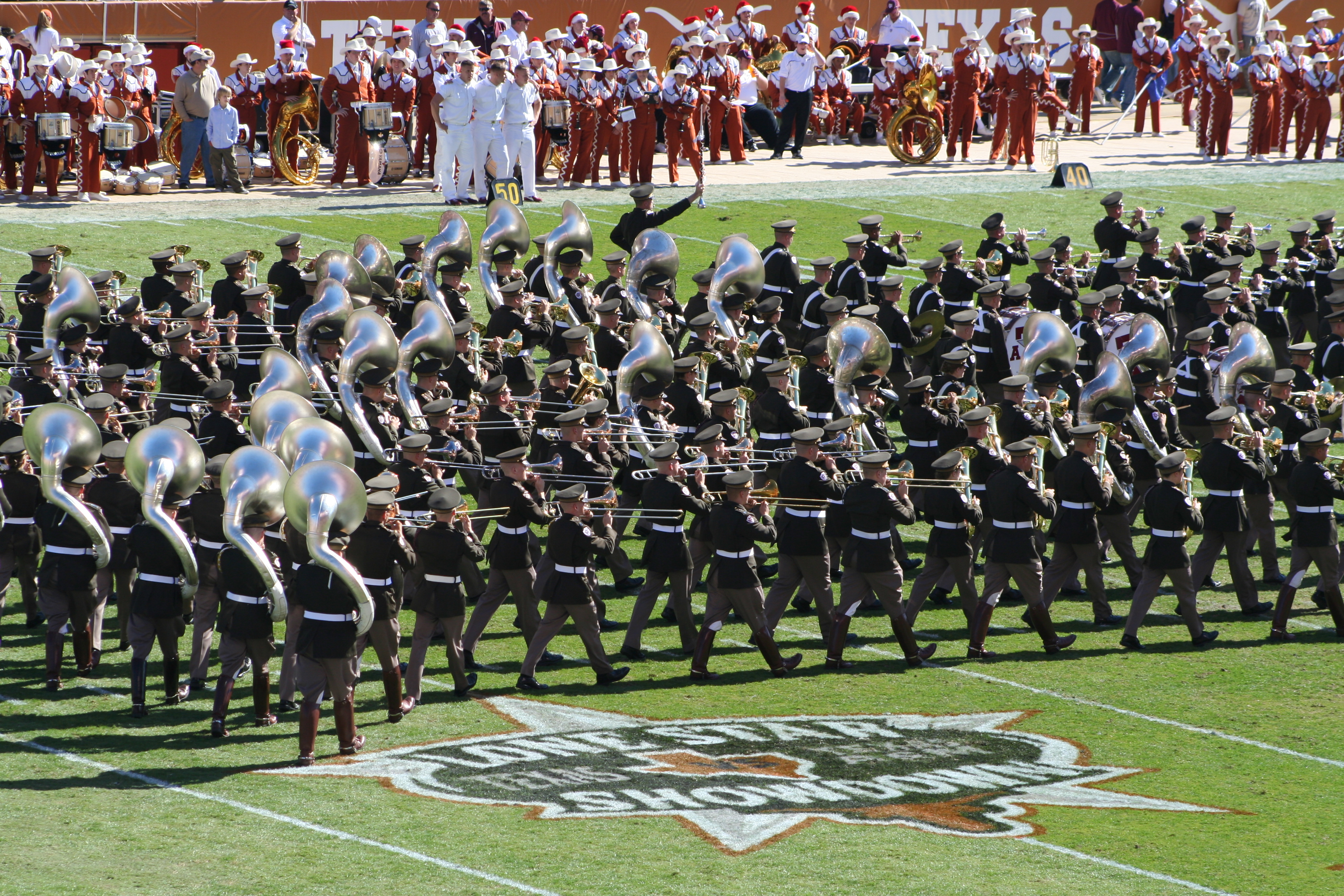
Marching band in Texas, nel 2006

Una marching band è una particolare formazione di banda musicale, che ha trovato grandissima diffusione soprattutto nel panorama statunitense delle high school e delle Università.
Questo tipo di bande si differenziano da quelle tradizionali per l'allestimento di spettacoli ad alto impatto coreografico, dove musica, coreografie ed effetti scenici si uniscono in risultati notevoli. Questo tipo di spettacoli prendono il nome di drill-show. Anche le divise portate sono normalmente molto più coreografiche e spettacolari rispetto a quelle di una tradizionale banda.
In particolare le Marching band statunitensi sono solite esibirsi all'interno dei campi da football americano o baseball, sfruttando lo spazio e le linee del campo da gioco come riferimento.

## Origine

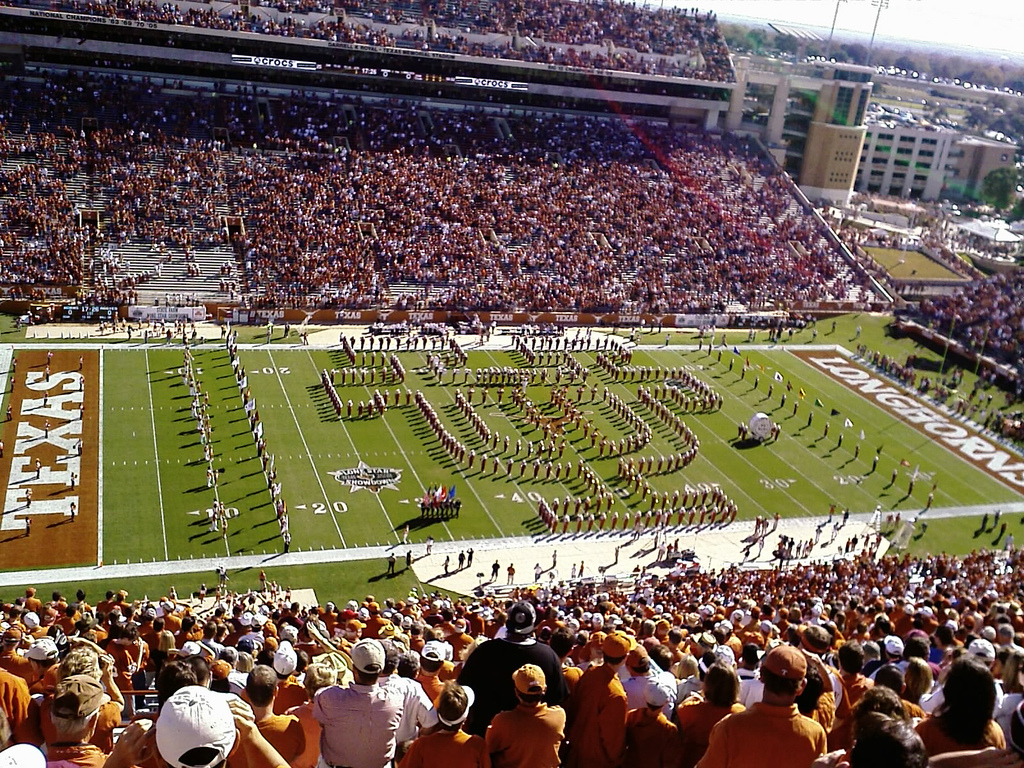
Longhorn band nel 2006 in Texas

Le Marching band hanno iniziato a diffondersi all'interno degli istituti scolastici americani già dalla seconda metà del XIX secolo.
I Drum & Bugle Corps nascono invece nell'immediato secondo dopoguerra, come evoluzione dei Corpi Musicali militari in entità autonome.

## Composizione
Una marching band si compone di tre macrosezioni:
- La Hornline, composta dagli ottoni e dai legni;
- La Drumline, composta da tutte le percussioni;
- La Color guard, composta da chi utilizza elementi coreografici (come mazze o bandiere).

Le formazioni che nella hornline sono prive di legni prendono il nome di Drum & Bugle Corps (letteralmente "tamburo" e "ottone"). Questa formazione ha uno sviluppo proprio, parallelo a quello delle Marching Band "complete", dettato principalmente da una differente origine.

### Tamburo maggiore
Alla guida di ogni sezione, c'è solitamente uno o più Drum Major o tamburo maggiore, un grado maggiore di comando tra i musicisti allo scopo fondamentale di tenere all'interno dello schieramento la dovuta disciplina e a coordinare i movimenti dell'intero gruppo. Corrisponde al mazziere delle bande musicali di altro tipo.
Si riconosce da particolari segni distintivi. La divisa dispone di particolari decorazioni: una fascia dalla spalla destra alla spalla sinistra e una grande mazza che utilizza per indicare il tempo e gli attacchi durante l'esecuzione di un'opera, di un concerto o di un qualsiasi pezzo per orchestra, mediante movimenti in alto e in basso. È posizionato in testa alla banda.

## Galleria d'immagini

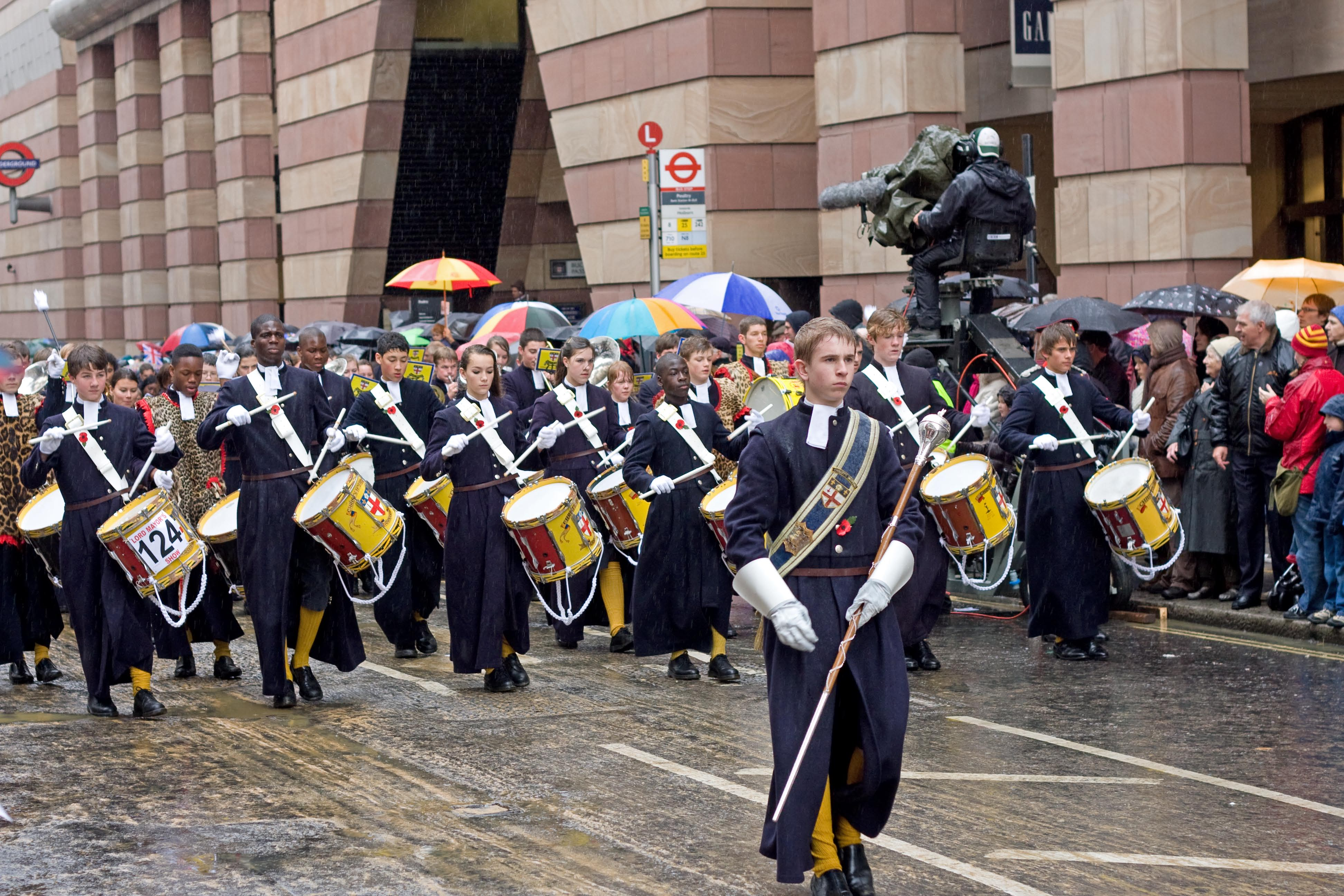
Leftmarching band del Christ's Hospital
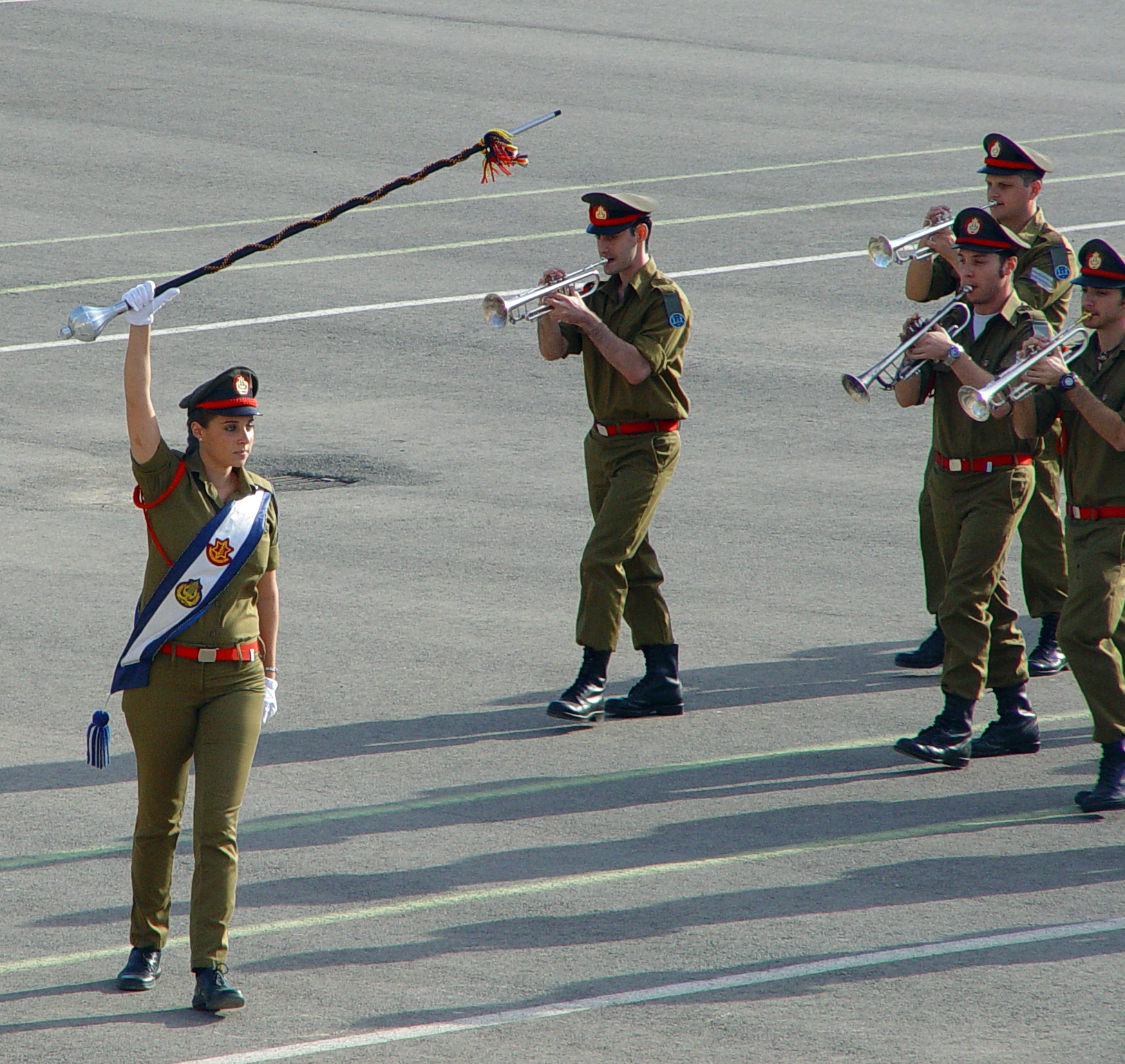
Banda militare israeliana
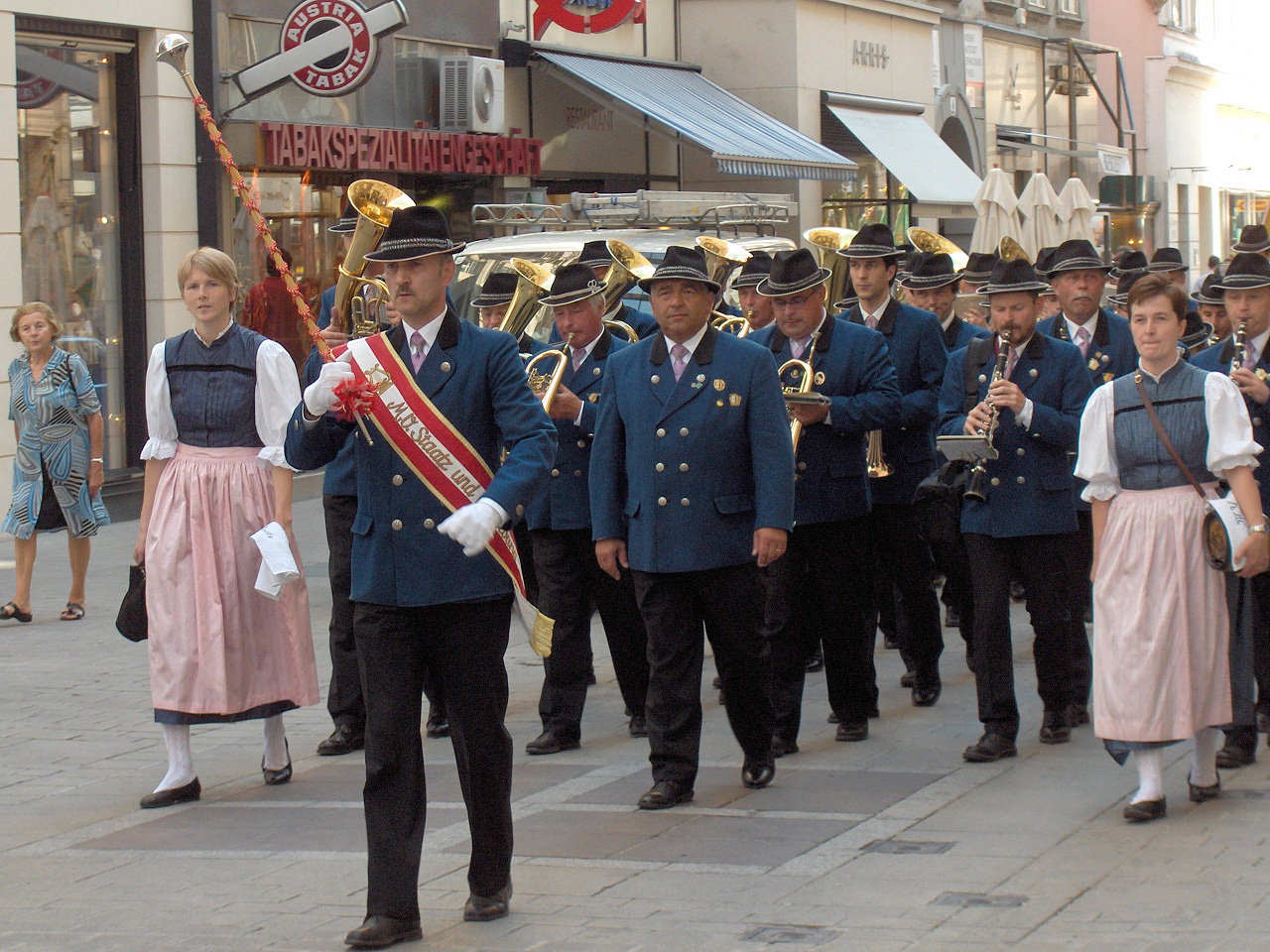
Tamburo maggiore (quello con la mazza e la fascia) con i colori della bandiera austriaca
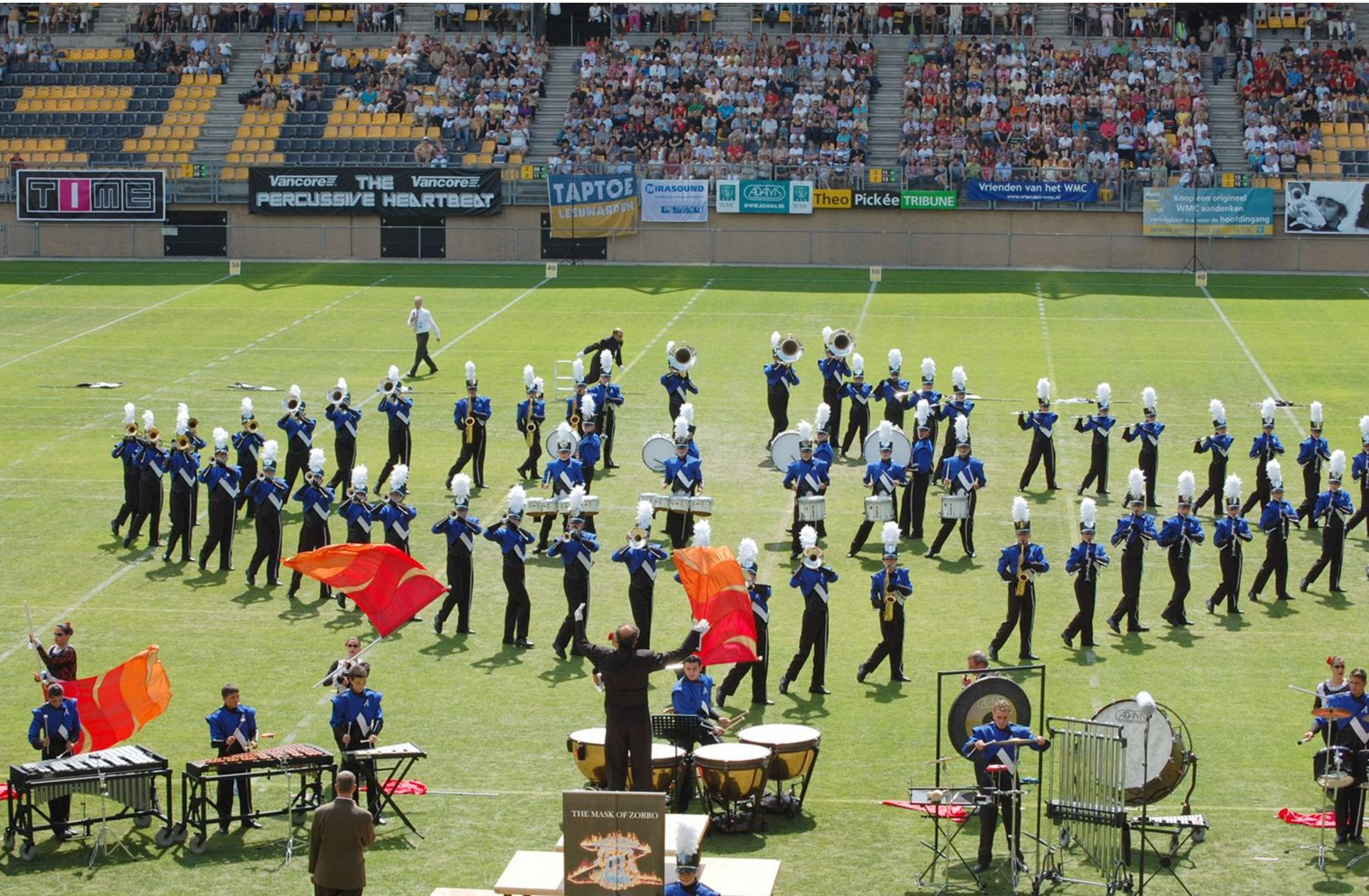
Marching Band italiana - Amaseno Harmony Show Band